# 華頂女子高等学校
華頂女子高等学校（かちょうじょしこうとうがっこう）は、京都府京都市東山区林下町にある私立女子高等学校。学校法人佛教教育学園が運営する。同一法人校に佛教大学、京都華頂大学、華頂短期大学がある。本校の前身となる華頂女学院は、1911年(明治44年)、知恩院山内の華頂宮旧邸跡に設立された。

## 沿革
- 1911年 - 法然上人700年遠忌を記念し、華頂宮邸あとに、華頂女学院を創設
- 1915年 - 華頂実科高等女学校と改称、補習科、選科、実科女学校を併置
- 1919年 - 華頂高等女学校と改称
- 1947年 - 新制華頂女子中学校発足[1]
- 1948年 - 新制華頂女子高等学校発足[2]
- 1963年 - 高等学校音楽科開設
- 1970年 - 学園本館落成
- 2002年 - 校舎リニューアル完成　佛教大学と法人を同じくする
- 2009年 - 校舎耐震リニューアル完成
- 2011年 - 華頂女学院創設100周年を迎える

## 部活動
主な戦績
＜空手道部＞
- 全国高等学校総合体育大会：S59年～H22年 27年連続出場
  - 第45回全国高等学校空手道選手権大会（2018年度）　女子個人組手 第5位／女子団体組手 第2位／学校対抗得点 第2位
  - 第46回全国高等学校空手道選手権大会（2019年度）　女子個人組手 第5位／女子個人形 第5位／女子団体組手 第5位／学校対抗得点 第6位
  - 第49回全国高等学校空手道選手権大会（2022年度）　女子個人組手 第3位／女子団体組手 第2位／学校対抗得点 第2位
  - 第50回全国高等学校空手道選手権大会（2023年度）　女子個人組手 第1位・第2位／女子団体組手 第2位／学校対抗得点 第1位
- 全国高等学校空手道選抜大会：S59年～H22年 27年連続出場
  - 第38回全国高等学校空手道選抜大会(2018年度)　女子個人組手+59Kg 第1位／女子団体組手 第5位
  - 第39回全国高等学校空手道選抜大会(2019年度)　大会中止
  - 第40回全国高等学校空手道選抜大会（2020年度）　女子個人組手-48Kg 第5位／女子個人組手-59Kg 第5位／女子個人組手+59Kg 第5位
  - 第41回全国高等学校空手道選抜大会《代替大会》（R4.4.21-24）　女子個人組手+59Kg 第5位／女子団体組手 第3位
  - 第42回全国高等学校空手道選抜大会（2022年度）　女子個人組手-48Kg 第2位・第3位／女子個人組手-53Kg 第1位／女子個人組手-59Kg 第5位／女子団体組手(5人制) 第3位
- アジアジュニア空手道選手権大会：優　勝：18歳の部，16歳の部

＜卓球部＞
- 全国高等学校総合体育大会：学校対抗の部　4年連続20回出場
- 全国高校選抜卓球大会：学校対抗の部　7年連続13回出場

＜硬式テニス部＞
- 全国高等学校総合体育大会：団体の部21回出場
- 全国選抜高校テニス大会：29回出場
- 近畿高等学校テニス大会（全国選抜高校テニス大会近畿地区大会）：30回出場

＜吹奏楽部＞
- 京都府吹奏楽コンクール　小編成の部2年連続金賞
- 京都府アンサンブルコンテスト　Fl3重奏金賞
- 第24回“万里の長城杯”国際音楽コンクール（2021年度）　管楽器部門　高校の部入賞
- 第25回“万里の長城杯”国際音楽コンクール（2022年度）　管楽器部門　高校の部入賞
- 2022（第28回）日本管楽合奏コンテスト　優秀賞

運動系
- 空手道
- 硬式テニス
- 卓球
- ダンス
- バスケットボール
- バドミントン
- バレーボール

文化系
- イラスト
- 家庭科
- 華道
- 競技かるた
- 軽音楽
- 茶道
- 写真
- 書道
- 吹奏楽
- 美術
- 理科
- JRC

## 出身者
- 滝花久子 - 女優
- 西川ヘレン - タレント、西川きよしの妻
- 大久保清子 - 女優
- 畑田亜希 - ファッションモデル
- 荒賀知子 - 空手家
- 梅園紗千 - 元宝塚歌劇団・星組の娘役
- 嶺恵斗 - 宝塚歌劇団卒業生（男役）
- 坂咲友理 - 競艇選手
- 前田麻衣子 -中京テレビ放送アナウンサー